# Finding Alice
Finding Alice ist eine britische Dramedy-Serie, die von der RED Production Company in Zusammenarbeit mit Bright Pictures TV, Buddy Club Productions und Genial Productions umgesetzt wurde. Die Premiere der Serie fand am 17. Januar 2021 im Vereinigten Königreich auf ITV statt. Im deutschsprachigen Raum erfolgte die Erstveröffentlichung der Serie am 4. Mai 2022 durch Disney+ via Star.
Im März 2021 wurde bekannt gegeben, dass die Serie um eine zweite Staffel verlängert wurde. Im August 2022 wurde jedoch vermeldet, dass eine zweite Staffel nicht mehr geplant sei.

## Handlung
Harry, der Partner von Alice, mit dem sie 20 Jahre zusammen ist, kommt bei einem Treppensturz ums Leben. Er hat das Haus, welches die beiden mit ihrer Tochter Charlotte bezogen haben, selbst entworfen. Dementsprechend ist es für sie nicht immer sehr praktikabel. Mit seinem Tod ist ein Teil von Alice weggebrochen. Jedoch hat sie nicht nur mit ihrer Trauer und einem Leben ohne ihren Partner zu kämpfen, sondern nach und nach kommen jede Menge Geheimnisse, ein Schuldenberg und die irregulären Aktivitäten ihres Partners ans Tageslicht. Es scheint, dass Harry eine ganze Reihe von Dingen, mit denen er sich nicht auseinandersetzen wollte, vor Alice verheimlicht hat. Fortan muss Alice ein Leben voller Hürden meistern, doch wird es ihr gelingen?

## Besetzung und Synchronisation
Die deutschsprachige Synchronisation entstand nach den Dialogbüchern sowie unter der Dialogregie von Stephan Hoffmann durch die Synchronfirma Cinephon in Berlin.

### Hauptdarsteller
| Rolle     | Schauspieler    | Synchronsprecher  |
| --------- | --------------- | ----------------- |
| Alice     | Keeley Hawes    | Anna Grisebach    |
| Charlotte | Isabella Pappas | Daniela Molina    |
| Nathan    | Rhashan Stone   | Sascha Rotermund  |
| Roger     | Nigel Havers    | Rainer Doering    |
| Gerry     | Kenneth Cranham | Roland Hemmo      |
| George    | George Webster  | Nicolas Rathod    |
| Sarah     | Joanna Lumley   | Karin Buchholz    |
| Nicola    | Sharon Rooney   | Birte Baumgardt   |
| Yasmina   | Dominique Moore | Henrike von Kuick |
| Harry     | Jason Merrells  | Nicolas König     |

### Nebendarsteller
| Rolle           | Schauspieler     | Synchronsprecher       |
| --------------- | ---------------- | ---------------------- |
| Minnie          | Gemma Jones      | Katharina Lopinski     |
| Tanvi           | Ayesha Dharker   | Uschi Hugo             |
| Graham          | Graeme Hawley    | Armin Schlagwein       |
| Ollie           | Robert Lonsdale  | Michael Ernst          |
| Zack            | Daniel Laurie    | Rafael Albert          |
| Tina            | Mary Roscoe      | Liane Rudolph          |
| Leanne          | Amanda Wilkin    | Anja Mentzendorff      |
| Dan             | Jamie Wilkes     | Vlad Chiriac           |
| William         | Joe Bannister    | Michael Baral          |
| Detective Davis | Matthew Flynn    | Matthias Deutelmoser   |
| Detective Prior | Charlyne Francis | Jessica Walther-Gabory |
| Ed              | Mathias Swann    | David Riedel           |

### Gastdarsteller
| Rolle               | Schauspieler         | Synchronsprecher     |
| ------------------- | -------------------- | -------------------- |
| Gerichtsmedizinerin | Jane Shakespeare     | Silke Matthias       |
| Jim                 | Philip Bird          | Klaus-Peter Grap     |
| Emily               | Emily Woof           | Susanne Geier        |
| Patti               | Julia Leyland        | Sandrine Mittelstädt |
| Vikarin             | Mariam Haque         | Franziska Endres     |
| Beamter             | Owen Brazendale      | Dirk Stollberg       |
| Lindsay             | Rebecca Root         | Philippa Jarke       |
| Schulleiterin       | Shauna Shim          | Juliane Kindler      |
| Colin               | George Eggay         | Phillip Sponbiel     |
| Banker              | Salman Akhtar        | Tim Schwarzmaier     |
| Stadtbaurat         | Kemal Sylvester      | Bernhard Völger      |
| Sally               | Beth Chalmers        | Maxi Geithner        |
| Sachbearbeiterin    | Jacqueline Boatswain | Annabelle Mandeng    |
| Ralph               | Richard David-Caine  | Jan Andreesen        |

## Episodenliste

### Staffel 1
| Nr. (ges.) | Nr. (St.) | Deutscher Titel | Originaltitel | Erstausstrahlung (UK) | Deutschsprachige Erstveröffentlichung (D/A/CH) | Regie        | Drehbuch  |
| --- | --------- | --------------- | ------------- | --------------------- | ---------------------------------------------- | ------------ | --------- |
| 1 | 1         | Episode 1       | Fall          | 17. Jan. 2021         | 4. Mai 2022                                    | Roger Goldby | Simon Nye |
| Für Alice, Harry und ihre Tochter Charlotte hätte der Einzug in ihr neues Haus ein wahr gewordener Traum werden sollen. Doch es wird schnell zu einem Albtraum, als Alice ihren Mann Harry tot am Fuß der Treppe findet. Harry hat dieses besondere Haus entworfen. Alice hat mit diesem herben Verlust immens zu kämpfen, und obendrein beginnt bei ihr eine gewisse Orientierungslosigkeit einzusetzen. Ihr geliebter Partner ist nicht mehr da, und nun findet Alice nicht mal mehr den Weg zum Kühlschrank. |           |                 |               |                       |                                                |              |           |
| 2 | 2         | Episode 2       | Funeral       | 24. Jan. 2021         | 4. Mai 2022                                    | Roger Goldby | Simon Nye |
| Trotz einiger Rückschläge beschließt Alice, die Beerdigung von Harry zu organisieren. Dabei gerät sie in Konflikt mit Harrys Eltern, die sich nicht einig sind, was er wirklich gewollt hätte. Da sie den Gedanken nicht ertragen kann, Harry auf einem weit entfernten Friedhof zu beerdigen oder ihn einäschern zu lassen, beschließt sie, ihn zu Hause im Garten zu bestatten. |           |                 |               |                       |                                                |              |           |
| 3 | 3         | Episode 3       | Inquest       | 31. Jan. 2021         | 4. Mai 2022                                    | Roger Goldby | Simon Nye |
| Charlotte beschließt wieder die Schule zu besuchen. Da ihre Tochter nun nicht mehr die ganze Zeit vor Ort ist, fühlt sich Alice verunsichert und verloren. Die Polizei versucht, die mysteriöse Gestalt auf dem Überwachungsvideo zu identifizieren, bevor die Untersuchung von Harrys Tod fortgesetzt werden kann. |           |                 |               |                       |                                                |              |           |
| 4 | 4         | Episode 4       | Money         | 7. Feb. 2021          | 4. Mai 2022                                    | Roger Goldby | Simon Nye |
| Alice befindet sich in einer schwierigen Situation und hat kaum noch Geld, während Gerry heimlich ein Angebot für das Haus angenommen hat. Alice muss sich etwas einfallen lassen, um den Verkauf zu verhindern und gleichzeitig zu versuchen, Kapital aufzutreiben. |           |                 |               |                       |                                                |              |           |
| 5 | 5         | Episode 5       | Sperm         | 14. Feb. 2021         | 4. Mai 2022                                    | Roger Goldby | Simon Nye |
| Alice beschließt, Tanvis Angebot abzulehnen, da sie glaubt, Harry hätte gewollt, dass sie das Land selbst erschließt. In der Zwischenzeit stoßen ihre Pläne, ein Baby zu bekommen, auf den Widerstand ihrer Mutter, ihrer Tochter und der Fruchtbarkeitsklinik. |           |                 |               |                       |                                                |              |           |
| 6 | 6         | Episode 6       | What Now?     | 21. Feb. 2021         | 4. Mai 2022                                    | Roger Goldby | Simon Nye |
| Alice ist fest entschlossen, Harrys Land zu erschließen und lässt sich von niemandem reinreden. Doch kann sie ihre Liste von Problemen abarbeiten, bevor sie versucht, sein Baby zu gebären? Sie beginnt, trotz bestehender Differenzen Brücken zu ihrer Familie zu schlagen, muss sich aber schon bald mit einem ungebetenen Untermieter herumschlagen. |           |                 |               |                       |                                                |              |           |